# 坂井氏
坂井氏（さかいし）は、日本の氏族である。

## 尾張国の坂井氏
尾張国の坂井氏は本姓を平氏とする一族。越前国の住人で、平氏の始祖高望王より7代 森山越前守盛実の流れという。平姓森山はもとは守山といい、近江国野洲郡守山より起こり、一流は信濃国佐久郡に至り、上杉氏次いで武田氏に従属するという。尾張国の豪族として栄え、その宗家は尾張守護代織田氏の執事として尾張小守護代を務める家系とされる。坂井氏の『宗家手記』の大永6年（1526年）3月の条に坂井摂津守、天文23年（1554年）の織田信友家臣として坂井大膳亮の名が見える。坂井大膳は尾張守護 斯波義統を殺害し、織田信友ともども、その後継斯波義銀の命を受けた織田信長により攻め滅ぼされるという。
また、『織田眞記』や『織田軍記』には守山城の家老として坂井喜左衛門の名が見え、その子の名として坂井孫平次の名が見える。さらに、織田信長の家臣として春日井郡楽田城を守る坂井成利の名が見えるが、これは信長の命により藤原姓赤川氏族から改姓したものであるという。
この他に、姉川の戦いや志賀の陣で有名な坂井政尚は『張州府志』『尾張志』などでは「（尾張）丹羽郡楽田村の人」とされており、尾張坂井氏の一族である可能性がある。